# Fox Television Stations
Fox Television Stations, LLC (en sus siglas, FTS) es un grupo de estaciones de televisión ubicadas en los Estados Unidos que son propiedad y están operadas por Fox Broadcasting Company  , una subsidiaria de Fox Corporation .
FTS produjo las primeras 25 temporadas del programa policial COPS (a través de Fox Television Stations Productions), hasta que se mudó a Spike (ahora Paramount Network) , en la temporada 2013-14. También supervisó a MyNetwork TV. FTS junto a Weigel Broadcasting son dueños de Movies! una red televisiva de señal abierta a nivel nacional.